# Социальный реализм
Социальный реализм — это международное движение в искусстве, которое включает работу художников, печатников, фотографов и кинематографистов, обращающих внимание на бытовые условия рабочего класса и бедных слоёв населения. Социальные реалисты выражают критику социальных структур, которые поддерживают эти условия. В то время как характеристики этого движения варьируются от страны к стране, социальный реализм почти всегда использует форму описательного или критического реализма.
Социальный реализм не следует отождествлять с социалистическим реализмом, официальным советским художественным стилем, который был узаконен Иосифом Сталиным в 1934 году, а затем принят дружественными СССР коммунистическими партиями по всему миру.

## История
Социальный реализм восходит к европейскому реализму XIX-го века, в том числе к искусству Оноре Домье, Курбе и Милле. Промышленная революция в Великобритании вызвала беспокойство в общественных кругах о тяжелом положении городской бедноты; в 1870-е годы работы таких художников, как Люк Филдс, Губерт фон Геркомер, Фрэнк Хол, и Уильям Смол были широко воспроизведены в иллюстрированном британском еженедельнике «The Graphic», который начал выходить в 1869 г.
Одними из представителей российских социальных реалистов были «Передвижники»; они критически относились к социальной среде, которая порождала тяжелые бытовые условия для народа, и осуждали пороки царского периода. Илья Репин заявлял, что его художественная работа была направлена на критику всех гнусных уродств общества в это время. Аналогичные темы рассматривались в Великобритании в XX-м веке такими организациями, как «Международная ассоциация художников» (осн. 1931 г.), и «Драматургия кухонной мойки» — движение в культуре Великобритании, которое существовало в конце 1950-х—середине 1960-х годов.
Фотографы этого направления опираются на документальные традиции конца XIX-го века, такие как работы Якова А. Рииса, и Максима Дмитриева.

## Международное движение
Социальный реализм следует рассматривать как международное явление.
Многие художники, которые называли себя социальными реалистами были людьми с социалистическими (но не обязательно марксистскими) политическими взглядами. В связи с этим, это движение имеет некоторые общие черты с социалистическим реализмом Советского Союза и Восточного блока. Но они не идентичны: социальный реализм не являлся официальным искусством, оставлял пространство для субъективности. В некоторых контекстах, социалистический реализм был описан как специфическая ветвь социального.
Социальный реализм выпал из моды в 1960-х годах, но он по-прежнему имеет большое влияние на мышление и искусство современности.

### В Европе
Художники в Западной Европе приняли социальный реализм в начале XX века, в том числе немецкие художники Кете Кольвиц («Изнасилованная женщина»), Джордж Грос («Тевтонский день»), Отто Дикс и Макс Бекман; шведский художник Торстен Билман; и голландец Пейке Кох.

#### Франция
В широком масштабе, термин восходит к реалистическому движению в искусстве Франции середины XIX-го века. Социальный реализм характеризует работы французского художника Гюстава Курбе и, в частности, к таким его картинам как «Похороны в Орнане» и «Дробильщики камня», которые шокировали посетителей французских салонов 1850 года. Также сюда относятся произведения Оноре Домье и Милле.
Позднее в этом стиле работали французские художники Морис де Вламинк, Роже де ла Френе, Жан Фотрие, и Фрэнсис Грубер.

#### Великобритания
В Великобритании художники, такие как американец Джеймс Уистлер, а также английские художники Геркомер и Люк Филдс имели большой успех с реалистическими картинами, которые задавали социальные вопросы и изображали «реальный» мир.

#### Россия и Советский Союз
Основателем является Максим Горький.

### В Соединенных Штатах
«Школа мусорных вёдер» — художественное направление, возникшее в живописи США в начале XX века. Многие работы представителей школы посвящены реалистичному изображению повседневной жизни бедных и рабочих кварталов Нью-Йорка. Основоположники и крупнейшие представители школы: Роберт Генри, Джон Слоан, Эдвард Хоппер, Джордж Лакс, Эверетт Шинн и Уильям Глакенс.
Американская жанровая живопись включала в себя бытовые сцены и пейзажи американских художников 1920-х и 1930-х, выполненные в натуралистической, описательной манере. Американская жанровая живопись не была организованным движением. Она получила широкое распространение среди американских художников между двумя мировыми войнами. Это была тенденция к уходу от абстракционизма и авангардизма. Наиболее известные представители американской жанровой живописи — Бёрчфилд, и Хоппер.
Риджионализм — это течение в американской живописи 1930-х годов. Движение обращалось к изображению образов и эпизодов из жизни американского Среднего Запада. Регионалисты стремились создать подлинно американское искусство и обратились к местным темам.

Регионалисты <…> двигали ностальгические чувства к «подлинной Америке», стремление запечатлеть жизнь американской деревни и маленьких городков, что стало причиной их большой популярности. <…> Определяющим моментом в развитии искусства 30-х годов, были контакты с мексиканскими муралистами. Главным событием в формировании и профессиональном становлении нового поколения художников, стал Новый курс Рузвельта и появившаяся программа поддержки — Федеральный художественный проект.

Период наибольшего расцвета движения связан с Великой депрессией, когда на фоне глубокой национальной неуверенности художники возрождали веру Америки в свои силы, развивая идею национальной исключительности и самобытности развития. Главными представителями движения были: Томас Харт Бентон, Джон Стюарт Карри и Грант Вуд. Все они были выходцами с Запада, но их творчество сильно различалось по стилю.

## Галерея
- Бен Шан, «Регистрируйтесь, чтобы проголосовать». Конгресс промышленных организаций (CIO) плакат, 1946
- Томас Харт Бентон, «Люди из Чилмарка», 1920, Hirshhorn музей и сад скульптур, Вашингтон, округ Колумбия.
- Maxine Albro, «Калифорния» (фреска), 1934, Коит Тауер (Coit Tower), San Francisco
- Уокер Эванс, «Флойд Берроуз, сеятель хлопка из штата Алабама», Hale County, Alabama, c. 1935-1936, фото
- Уокер Эванс, «Алли Мэй Берроуз, жена сеятеля хлопка», Hale County, Alabama, c. 1935-1936, фото
- Артур Ротштейн, «Фермер и его два сына во время пылевой бури», Cimarron County, Oklahoma, 1936, знаменитая фотография периода Пыльного котла.
- Сантьяго Мартинес Дельгадо, Фреска для Международной Выставки 1933 г. в Чикаго.
- Ороско, Хосе Клементе, деталь росписи «Omnisciencia», 1925 г.; мексиканское социальное реалистическое движение Мексиканская монументальная живопись
- Диего Ривера, «Человек на распутье» (переименовано: «Человек, Контролер Вселенной»), первоначально создано в 1934 году; мексиканское социальное реалистическое движение Мексиканская монументальная живопись
- Альфаро Сикейрос, Хосе Давид, «Незаконченное панно», 1940-е годы, Школа изящных искусств, культурный центр в Сан-Мигель-де-Альенде, Мексика.